# Організація українських скаутів
Організація українських скаутів — дитячо-юнацька скаутська організація, зареєстрована як Львівська обласна громадська організація у 2003 році.

## Історія
Організація українських скаутів була заснована у 2000 році, офіційно зареєстрована у 2003 році, як Львівська обласна організація. Найбільший осередок ОУС знаходиться у Львові — близько 150 осіб, є окремі групи у Львівській області та осередки за межами області. 

Скаут з 3 Скаутської Дружини Львівської ОУС СКІФИ на мандрівці.2002 рік

Президентом ОУС є Олександр Мацієвський. Після декількох невдалих спроб вступити до Світової федерації незалежного скаутства WFIS у квітні 2009 року ОУС була прийнята повноправних членів Ордену Всесвітніх Скаутів OWS.

## Організаційна структура

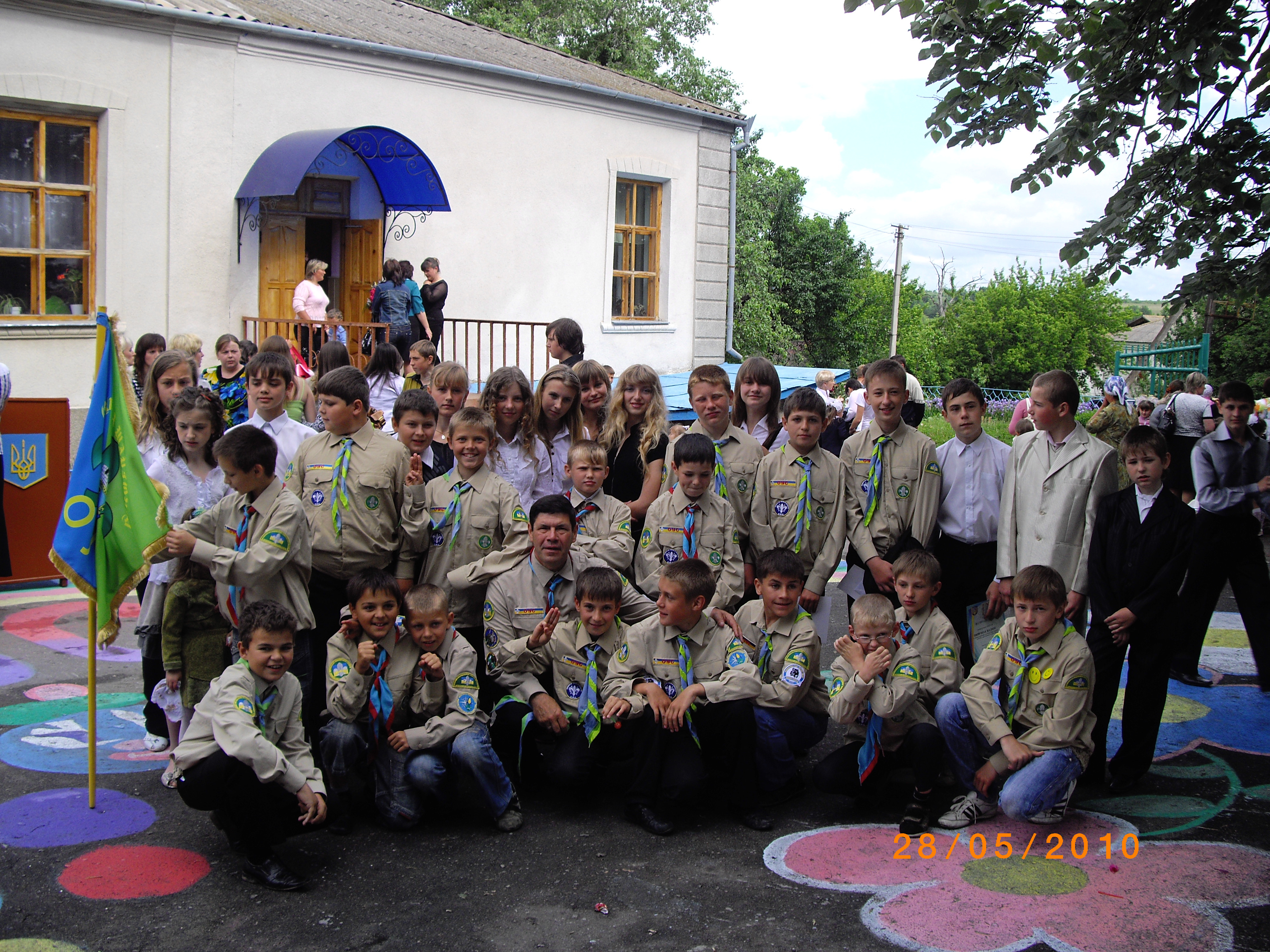
Округа Шаргород ОУС

Наша Організація Українських Скаутів ОУС ділиться на такі організаційні групи:
- Осередки- Це місцеві міські або районні осередки, які складаються з менше як однієї Дружини ОУС. Осередок очолює Голова осередку
- Округи- Це місцеві міські або районні осередки Організації Українських Скаутів ОУС, які складаються зі скаутів більше як однієї Скаутської *Дружини. Округа має Коменданта Округи, правління- Коменду та конференцію.Скаути ОУС покладають квіти Українським Січовим Стрільцям на 20 Річчя Незалежності України

Скаути ОУС покладають квіти Українським Січовим Стрільцям на 20 Річчя Незалежності України

- Стяги- Це осередки ОУС які входять в Округу. Стяг об'єднує дві або декілька Дружин в одному середовищі (наприклад в одній школі чи в місті районного підпорядкування)

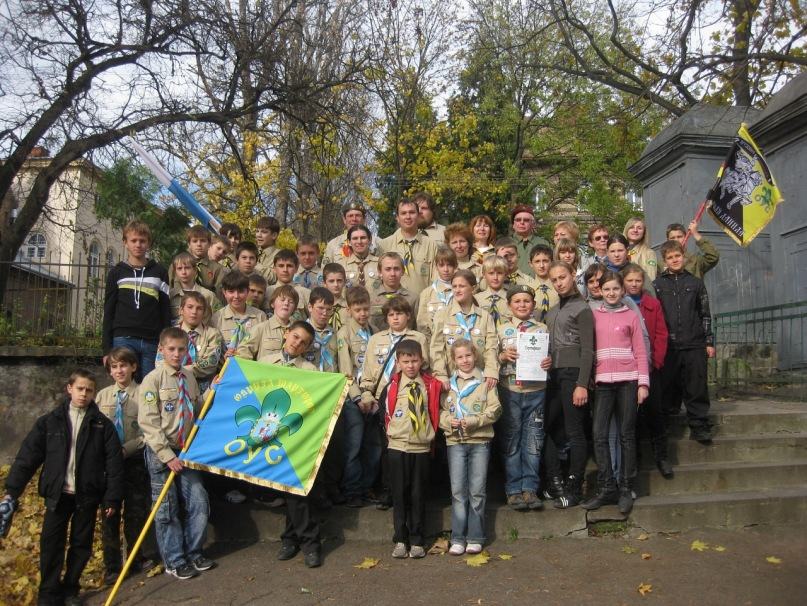
Учасники Скаутського Старту Княжий Лев 2010

* Дружини (Дружини, Громади Вовченят, Кадетські Загони) — первинні осередки ОУС, що входять в Округу самостійно або об'єднані в Стяг. Дружини складається з 2-5 скаутських патрулів. Очолює Дружину Дружиновий, заступники Дружинового- Асистенти Дружинового, відповідальний за скаутську програму- Зв'язковий. Дружинова рада- складається з Дружинового, Асистентів Дружинового, Зв'язкового, патрульних та чолових (асистентів патрульного) 
- Скаутський патруль — найменша виховна клітинка Організації Українських Скаутів, однак не є первинним осередком. До скаутського патруля входять:

Віково скаути або скаутки. Окремо скаутів або скауток. Патруль очолює патрульний (скаут віком 12—14 років) йому допомагає чоловий (заступник патрульного). 

Рада Патруля до якої входять всі скаути патруля обговорює нагальні питання в патрулі.

## Скаутська програма

Скаутський вишкіл з скелелазіння

Мета скаутингу — всебічне виховання особистості дітей, залучених до різноманітних програм Організації українських скаутів.
Найголовніша скаутська програма включає такі складові:
- діяльність скаутського патруля;
- щотижневі заняття скаутських дружин або патрулів;
- здобування скаутських ступенів;Скаути ОУС покладають квіти Українським Січовим Стрільцям на 20 Річчя Незалежності України

Скаути ОУС покладають квіти Українським Січовим Стрільцям на 20 Річчя Незалежності України

- здобування скаутських умінь і навичок;
- здобування звань лісу;
- зомплекс розвиваючих програм та ігор;
- патріотичне виховання;
- християнське виховання;
- скаутські походи і табори, семінари, збори, конференції, співпраця з іншими скаутськими організаціями.

Вишкіл з канойкарства на таборі Печера Рисі

## Патрульна система
Найменша та основна виховна клітина — мала група скаутів чи скауток, скаутський патруль, який є прообразом і мініатюрою самостійної держави, з повною відповідальністю за неї кожного її члена, де кожний член виконує корисну, точно окреслену функцію.

## Діяльність

### Скаутська Акція Літня

1 Скаутська Дружина Львівська ім. Короля Данила на таборі Річкові Бобри 2011

Метою Скаутської Акції Літньої є Оздоровлення та вишкіл скаутів організації відбувається на базі літніх скаутських таборів.

Програма більшості таборів ОУС є тематичною і щоразу скаути проникають в атмосферу: лицарського середньовіччя, казок та легенд або індіанського племені. 
Щорічними є табори Організації Українських Скаутів є літній скаутський табір Карпатські Вогні, який проходить щороку, Шляхами Предків та Річкові Бобри.

Смуга перешкод на таборі Річкові Бобри 2011

 Скаути ОУС також беруть участь у літніх скаутських таборах наших партнерів скаутів закордону.

День Нептуна на таборі Річкові Бобри 2011

Програмами передбачено форми активного відпочинку - водні та розвідницькі а також туристичні змагання, походи, екскурсії, квести тощо.

#### Табір Річкові Бобри
Інтеграційно-вишкільний літній скаутський табір Організації Українських Скаутів (ОУС) проводимий на Дніпрі, на Черкащині.

Мета табору:

Смуга перешкод на таборі Річкові Бобри 2011

- Гуртування скаутів ОУС різних осередків в єдину скаутську команду- Організацію Українських Скаутів під табірництва

Смуга перешкод на таборі Річкові Бобри 2011

- Вишкіл з Основ скаутінгу і все що з ним пов'язано
- Військово-патріотичне виховання скаутів ОУС в польових умовах
- Спільне співжиття на природі скаутів різних осередків ОУС

Смуга перешкод на таборі Річкові Бобри 2011

Смуга перешкод на таборі Річкові Бобри 2011

Див табір ОУС Річкові Бобри

### Скаут-АРТ— мистецький вишкіл

На мистецькому вишколі Скаут-АРТ 2009

Скаут-АРТ — мистецький вишкіл Організації Українських Скаутів, що проводиться щороку силами Округи Львів Організації Українських Скаутів ОУС
Ідея вишколу — навчити скаутів Організації Українських Скаутів ОУС різних навичок скаутського майстрування, мистецьких технік та прищепити любов до образотворчого мистецтва.
Ідея таких вишколів існує в багатьох скаутських організаціях Світу зокрема в Спілці Дитячих та юнацьких організацій міста Києва СПОК, ZHP Союзу Польського Харцерства (Польща), в Американських бойскаутів, в Чеських, Канадійських, Німецьких, Російських, Італійських скаутів тощо…
Вишкіл складається з трьох етапів:
1. Етап «Поетично-пластичний» включає в себе завдання
  - Оволодіння поетичними навичками
  - Оволодіння навичками написання скаутських пісень
  - Поглиблене вивчення репертуару скаутських пісень
  - Вивчення скаутського танцю.
2. Етап «Журналістський» — оволодіння навичками скаутської журналістики.
3. Етап «ТМС» (Техніка Мистецького Скаутингу)
  - Майстрування з гіпсу
  - Майструванні на склі, створення вітражів
  - Майстрування з картону, кольорового паперу
  - Батік
  - Майстрування з пластику і пластиліну
  - Майстрування з підручних матеріалах
  - Майстрування на тканині
  - Писанкарство
  - Оволодіння технікою кліпарту

Після проходження вишколу і саме кожного з етапів та здачі іспитів кожен учасник отримує посвідку та вмілості які відносяться до певних виконаних завдань.
ВМІЛОСТІ
- Е-1
  - Поет
  - Музикант
- Е-2
  - Журналіст
- Е-3
  - Художник
  - Образотворче мистецтво
  - Писанкар.

## Статті з життя Організації Українських Скаутів ОУС
- Свята Покрова відбулася
- Семінар скаутських лідерів Всесвітньої Федерації Незалежних Скаутів WFIS/ WFIS WORKSHOP.ROME 2008
- Скаути ОУС поширюють скаутський рух серед українських школярів
- Шляхом»
- Скаутському руху на Черкащині бути
- До речі, а що таке скаутинг
- Святий Миколай приходить на допомогу
- Вифлеємське Світло Миру 2008 вже робить свої кроки в Україні
- Скаутський мистецький вишкіл «Скаут-арт» 2009 вперше провели у Львові
- Організацію українських скаутів ОУС привітали зі вступом в Орден всесвітніх скаутів OWS
- Скаути округи Львів - організації українських скаутів ОУС взяли участь у MARZANNA 2009
- «Оце був вишкіл патрульних»
- Львівські скаути ОУС створюють індіанське селище
- Скаути ОУС продемонстрували »КЛАС»
- Табір «Карпатські Вогні» 2008 знову відбувся
- «Молодь- майбутнє України»
- “Ми відчували себе птахами, а руки були крилами.“ Літній скаутський табір Карпатські Вогні 2007 [недоступне посилання з липня 2019]
- “Старші скаути підбадьорували молодших, а менші не боялися старших“ 22 квітня 2007 року Урочистість Скаутської Присяги [недоступне посилання з липня 2019]
- День братерської думки пройшов у Львові
- Вишкіл волонтерів екологічної акції «Година землі» 2009
- Мінівишкіл «Моє місце в скаутингу» пройшов у Львові

## Згадки Організації Українських Скаутів ОУС в пресі
Україномовні матеріали
- На Закарпатті відбувся літній скаутський табір "Карпатські Вогні"-2008
- Вифлеємське Світло потрапило до дітей
- Внесок Скаутів ОУС в акцію «Година Землі»
- Віфлиємське Світло Миру вже в Черкасах
- Вифлеємське Світло Миру вже запалало в Україні
- Скаутинг – це велика гра
- Сайт Освіти Черкас. Вифлеємське Світло Миру 2008. Поради осередкам
- Вишкіл для українських скаутів
- Вифлеємське Світло Миру вже запалало в Україні
- Передача римо-католицькій громаді Львова
- Співпраця ЗС України з організацією українських скаутів
- ZARYS HISTORII "LS-DRZEWO POKOJU"/2009
- Районна газета «Шаргородщина» №№ 41-42 (9413) від 28.05.2010
- Вифлеемский Свет Мира попал к скаутам СПОК
- Скаутський Старт «Княжа Лука» 2010 Credo 12.05.10
- Скаути організації українських скаутів провели акцію «Вифлеємське Світло Миру». РІСУ - Релігійно-інформаційна служба України
- СКАУТИ - ШИКУЙСЬ Сайт Черкаської Спеціалізованої Школи №17
- Міжнародний День продовольства. Сайт Черкаської Спеціалізованої Школи №17
- Вісті від Львівських скаутів - Наші вісті. Сайт Черкаської Спеціалізованої Школи №17
- СКАУТИ У 17-Й РЕАЛЬНІСТЬ. Сайт Черкаської Спеціалізованої Школи №17
- Скаути школи від'їхали у Виграїв. Сайт Черкаської Спеціалізованої Школи №17
- Скаути прибрали католицький та єврейський цвинтар у Шаргороді. Католицький часопис CREDO
- Скаутинг ОУС і християнське виховання. Католицький часопис CREDO
- Ми – українські скаути
- Слідами непам’яті. Херсонский Центр молодёжных инициатив ТОТЕМ
- 22-24 жовтня у Львові Організація Українських Скаутів відзначатиме 10 річницю створення. Пластовий портал
- “Стараємося шоб було цікаво всім і всі були задоволені що є скаутами ОУС”. Молодіжна інтернет-газета Наш Час
- Ігри з патріотизмом: до шкіл повертається радянська гра «Зірниця» Радіо Свобода
- «Зірниця» не витіснить «Сурми звитяги» ZIK Західно-Українська інформаційна корпорація
- Молодіжні організації України та Європи. Вебліографічний список
- 6 листопада в Одесі відбувся пластовий навчальний семінар. Пластовий портал
- Запалало Вифлеємське Світло Миру. Часопис Наш Час
- Щоденник скаутського старту ОУС «Княжий лев» 2010. Часопис Наш Час
- Скаутинг ОУС і Християнське виховання. Часопис Наш Час
- Шаргородські скаути ОУС провели Скаутське Багатоборство.Часопис Наш Час
- За допомогою Організації Українських Скаутів Україна незабаром отримає Вифлиємське Світло миру.Christus Imperat
- Запалало Вифлиємське Світло Миру.Католицький медіа-центр
- Запалало Вифлиємське Світло Миру. Часопис CREDO

## Згадки на інформаційних ресурсах ОУС
- З 28 січня по 6 березня 2010 відбувся щорічний мистецький вишкіл Скаут-АРТ 2010
- Скаутський мистецький вишкіл "Скаут-арт" 2009 вперше провели у Львові
- З 28 січня по 6 березня 2010 відбувся щорічний мистецький вишкіл Скаут-АРТ 2010

Іншомовні посилання
- Order of World Scouts[en]
- Scouting in Ukraine[en]
- Організація Українських Скаутів- член Ордену Всесвітніх Скаутів OWS[en]
- Gvatante kaj Gvidadon en Ukrainio
- Organizatsiya Ukraïns'kykh Skautiv
- Scouting and Guiding in Ukraine
- Scouting and Guiding in Ukraine. online dictionary and encyclopedia